# Пражки глаголически листове
Пражките глаголически листове са 2 полускъсани пергаментови листа от 11 век, съдържащи черковни тропари и антифони, преведени от гръцки език. Пазят се в Пражкия музей. Издадени са за първи път през 1857 г. от Павел Шафарик (Glagolitische Fragmente, Prag, 1857).
В езиково отношение показват западнославянски особености като Киевските листове:
- на мястото на праславянските съчетания *tj, *dj стоят c, z: хвалѧцимъ, нас[ъ]ицъшаго, въ[п]ъюце; розьство, оутврьзени[e].
- запазване на праславянското съчетание *dl: модлитвоу, въседли сѧ.
- замяна на ѫ с u: прѣмоудраѣ, законопрѣстоупъно.
- замяна на ѧ с а: коупиша, поставиша.
- изключителна употреба на ъ.

Най-вероятно е Пражките глаголически листове да произхождат от Сазавския манастир до Прага, където до края на 11 век се е употребявала глаголическа писменост.

## Образец от текста
- Пѧ[н]ътикостие с҃таѣ грѧдѣт в҃ши почьтѣмъ д҃хъ с҃ты приде бо оумоудрѣѧ ап҃столы сего примѣмъ в҃ши и поклонимъ сѧ емоу свѣтидлъна на розъсо иѣн[a] Ѣко ветъхы и новы ходатаи прѣдътече x҃въ твоѭ ѧдроѭ модлитвоу псъли намъ хвалѧцимъ твое чьстьное бжьствьное розъство(...)
- Дрѣва ради ад[a]мъ раѣ бъ[стъ] иселенъ дрѣвъмъ же крижънъмъ разбо[ин]икъ и въ раи въседли [с]ѧ овъ бо въкоушъ заповѣдъ прѣстоупи сътворъшаго и a дроугы проп[ѧ]тъ сѧ б҃a тѧ исповѣдаше таѧцаг[o] сѧ помѧни мѧ спасе егда придеши въ цѣсаръствие свое (...)